# 衛藤征士郎
衛藤征士郎（1941年4月29日—）是一名日本政治家，自由民主黨所屬前眾議院議員。曾經先後擔任衆議院副議長（第64代）、防衛廳長官（第57代）、參議院議員（1期）、大分縣玖珠郡玖珠町長（2期）等職位。

## 生平
出生於日治朝鮮全羅南道康津郡，二戰結束之後搬回大分縣玖珠郡玖珠町居住。畢業於大分縣立森高等學校，後來進入早稻田大學第一政治經濟學部學習並且於1966年畢業，其後再取得早稻田大学大学院政治学研究科國際政治専修修士。

## 言论
2022年8月4日，衛藤征士郎声称日本曾经殖民韩国，是韩国的老大哥，日本应处于领导地位，引发韩国政界、学界批判。

## 荣誉

### 外国勋章奖章
- 奥兰治-拿骚骑士大十字勋章（荷兰，2014年10月25日公布[2]）：荷兰国王威廉-亚历山大于2014年10月29日至31日对日本进行国事访问，卫藤时任日荷友好议员联盟会长。
- 二等阿曼民事勋章（阿曼，2021年11月12日于东京颁发[3][4]）：卫藤曾任日本阿曼友好议员联盟首任会长。
- 匈牙利功绩中十字勋章（匈牙利语：Magyar Érdemrend）（匈牙利，2023年9月25日于东京颁发[5])：卫藤时任日匈友好议员联盟会长。